# Zend Technologies
Zend Technologies Ltd. е софтуерна компания с централен офис в Купъртино, Калифорния, САЩ и технологичен център в Рамат Ган, Телавивски окръг, Израел и офиси във Франция, Италия и Германия.
Дейността на компанията е насочена към разработване на продукти свързани с разработване, внедряване и управление на PHP-базирани уеб приложения, включително Zend Studio.
Zend Technologies е основан от Анди Гутманс и Зеев Сураски, които заедно с други възпитаници на Technion (израелски технологичен институт в Хайфа), разширяват PHP след написването на езика от Размус Лердорф през 1994/5 г.

## Продукти

### Zend Studio
Zend Studio е интегрирана среда за разработка за PHP.

## Спонсорирани проекти

### Zend Framework
Zend Framework е обектно ориентирана уеб платформа с отворен код, написана на PHP 5, която се разпространява под новия BSD лиценз.